# Balanegra
Balanegra est une ville de la province d'Almería, Andalousie, en Espagne. Elle était une entité locale autonome (es) (Entidad local autónoma) dans la commune de Berja jusqu'à sa propre désignation en tant que commune en juin 2015.

## Géographie

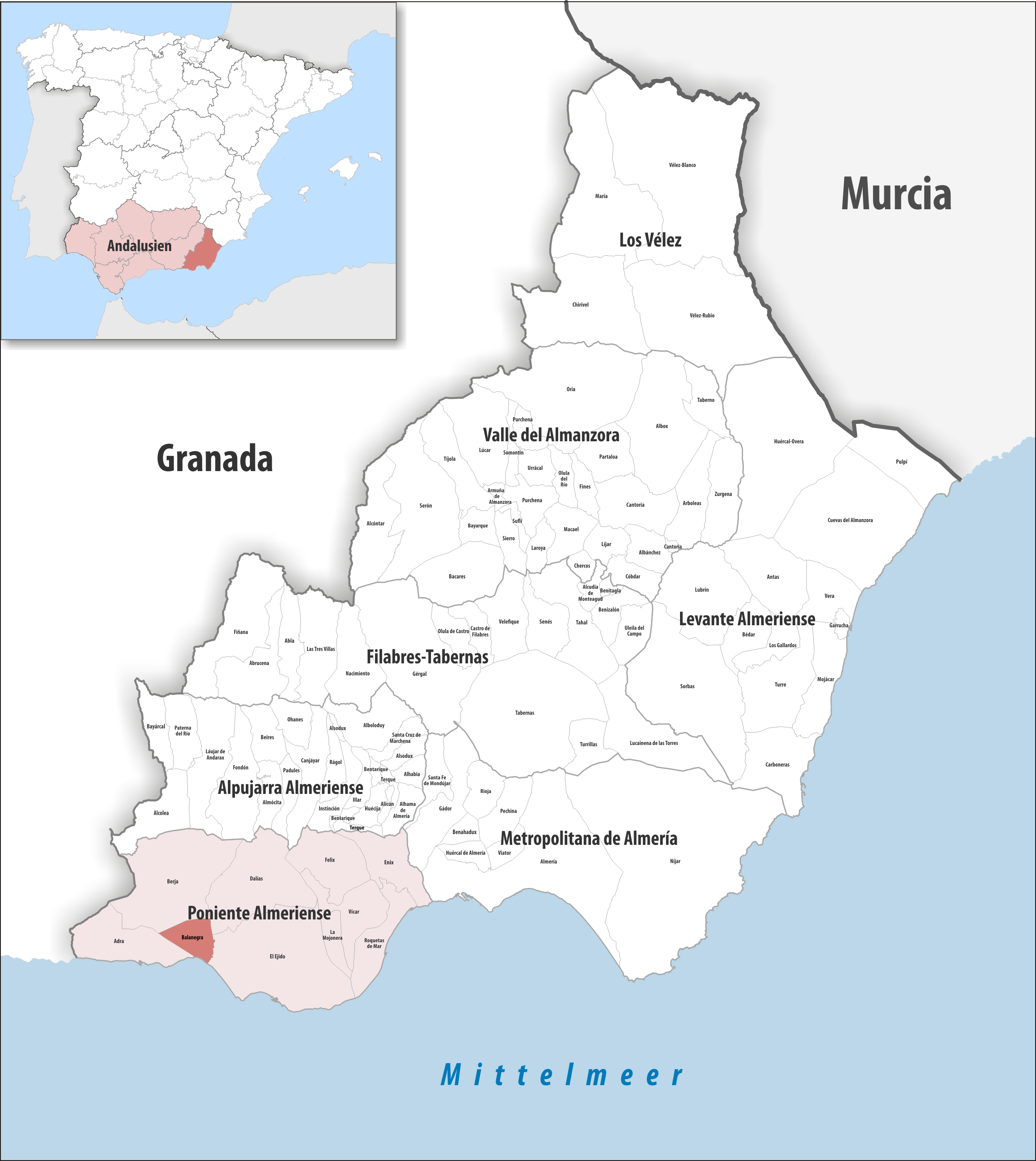
Balanegra dans la comarque Poniente almeriense, province d'Almería / en Andalousie

### Localisation
La commune de Balanegra se trouve au bord de la côte méditerranéenne au sud-sud-est de l'Espagne, dans le sud de la province d'Almería et dans le sud de la comarque Poniente almeriense.
Almería est à 50 km est-nord-est ;
Grenade à 124 km nord-ouest ;
Madrid à 539 km nord ;
Malaga à 158 km ouest ;
Gibraltar à 296 km ouest-sud-ouest (distances par route).

### Généralités
Balanegra inclut moins de 3 km de côtes, ouvrant sur la mer d'Alboran – dernière partie de la Méditerranée avant d'aborder l'Atlantique à l'ouest.

### Géologie
La faille de Balanegra est située au sud-ouest de la Sierra de Gádor. Elle fait partie d'un ensemble de failles de la cordillère Bétique orientées N-O / S-E qui se meuvent en réponse au champ de stress actuel imposé par le mouvement convergent oblique entre les plaques continentales d'Afrique et d'Eurasie (4-5 mm/an dans la direction N-O / S-E).
Dans son état d'activité normale, la faille de Balanegra a une période moyenne de récidive d’environ 100 ans. Le segment sud présente le risque sismique le plus élevé ; mais son segment principal est peut-être à l'origine de quatre tremblements de terre d'amplitude modérée (Mw 4,5 à 6,7) survenus au cours des cinq derniers siècles, avec un intervalle minimal de 100 ans.

## Histoire

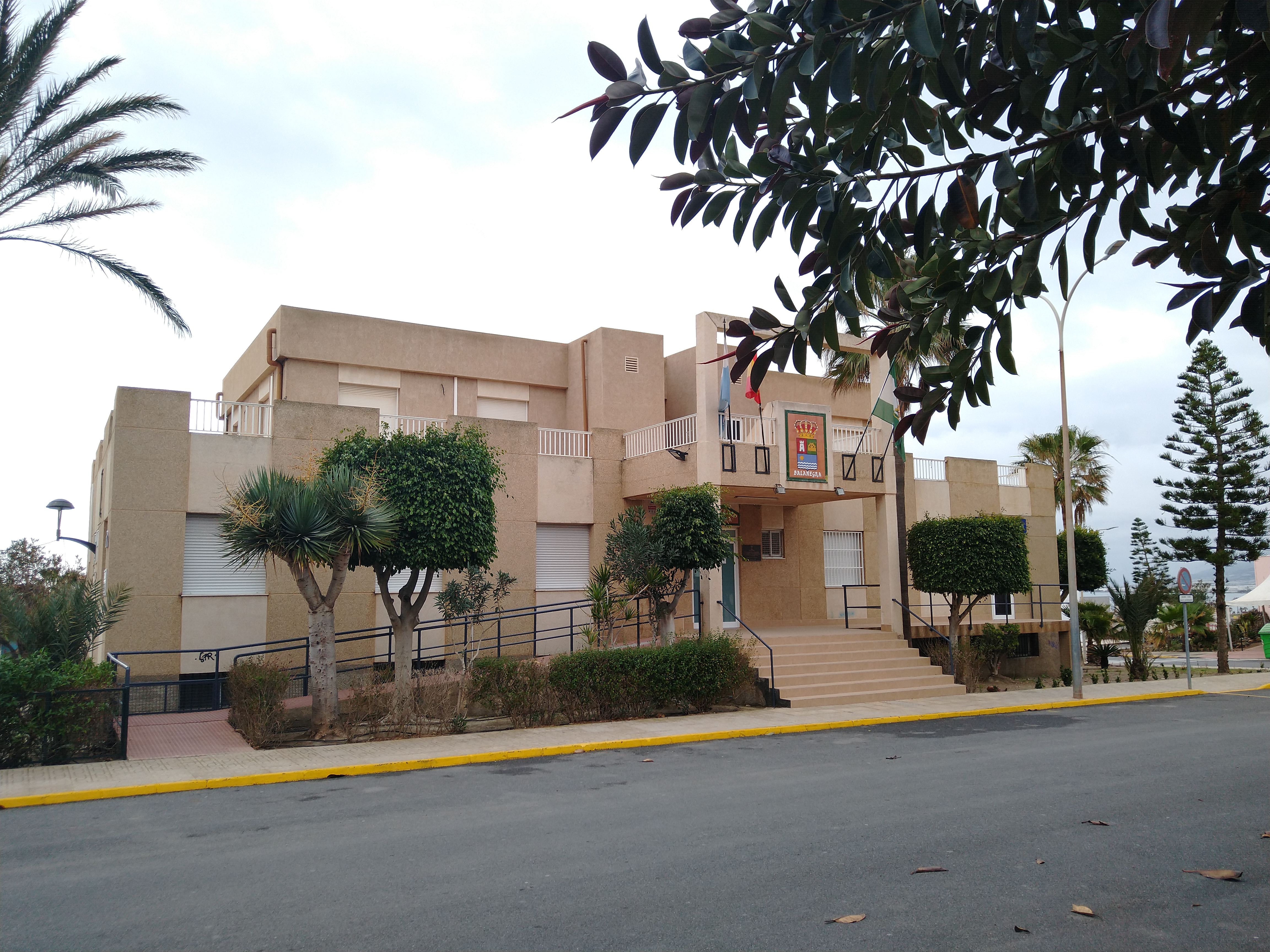
Mairie

## Culture

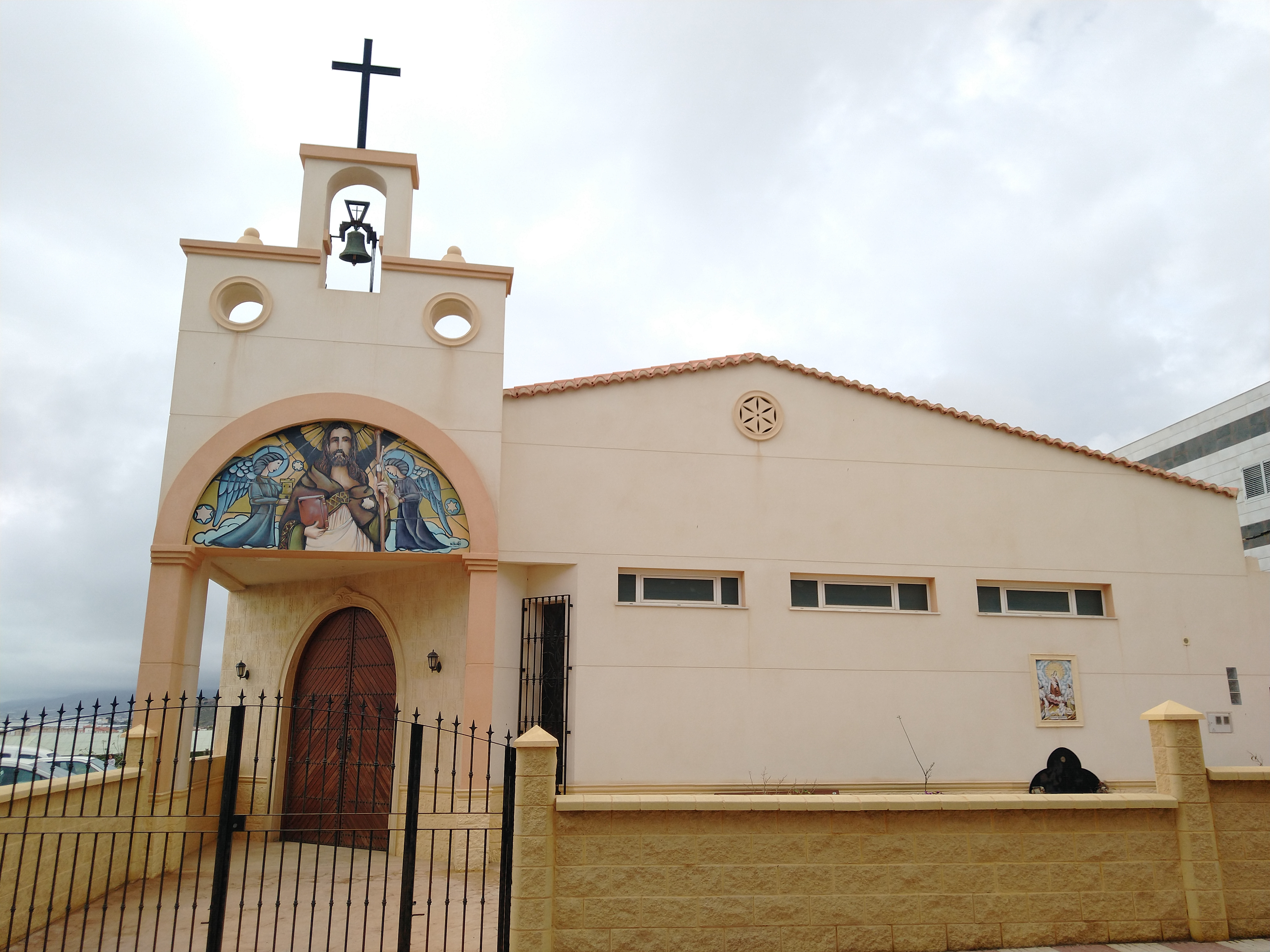
Église Saint-Jacques-Apôtre de Balanegra
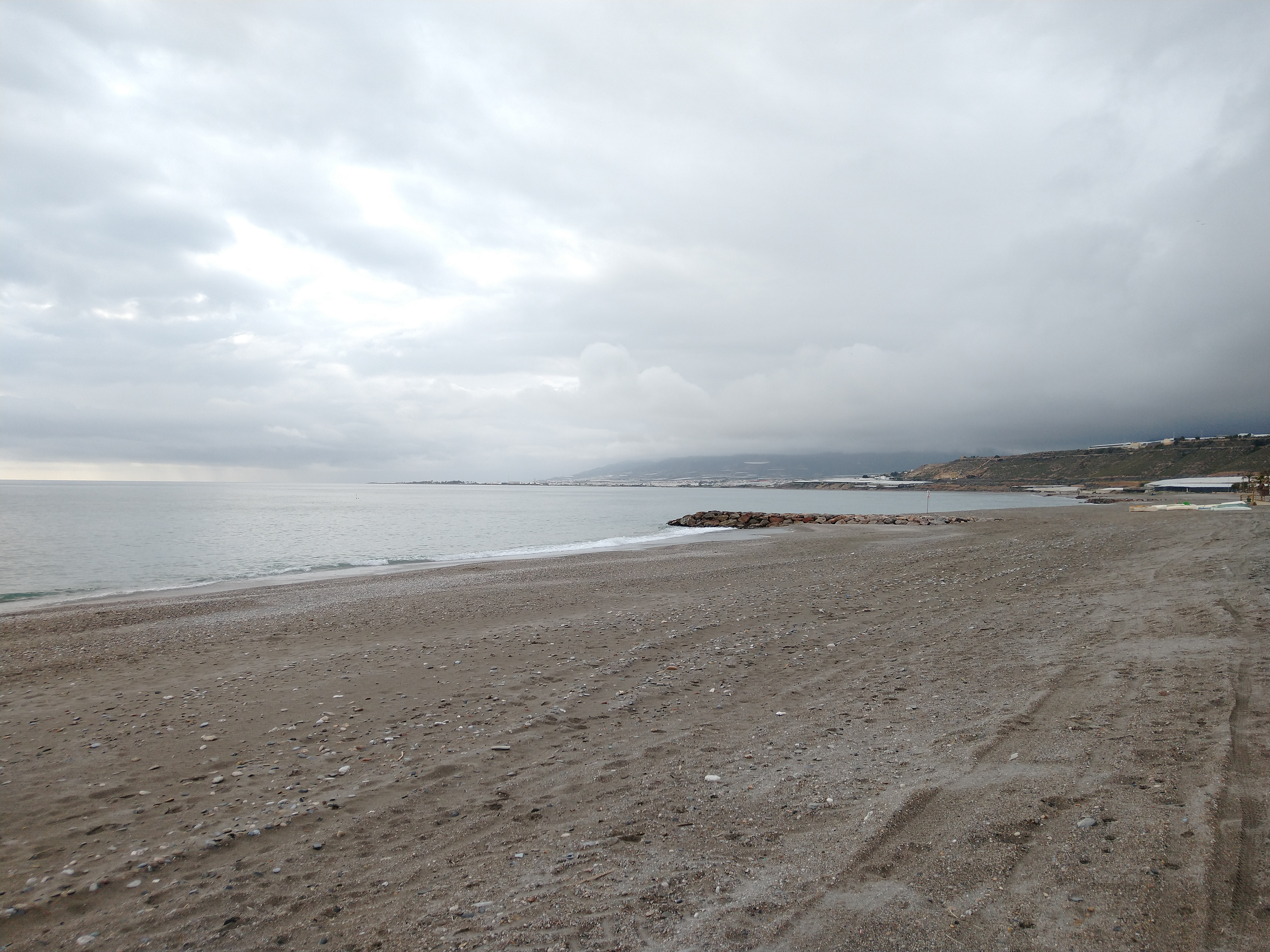
La plage, vue vers l'ouest

## Personnalités liées à la ville
- Nerea Camacho (1996-), actrice espagnole, née à Balanegra